# アル＝バーブ
座標: 北緯36度22分21秒 東経37度31分04秒 / 北緯36.37250度 東経37.51778度
アル＝バーブ（Al-Bab、 アラビア語: الباب, al-Bāb）は、シリア（シリア・アラブ共和国）北部の都市でアレッポ県に属する。アルバブと表記されることがある。アレッポの北東約40kmの農村地帯に位置し、アレッポとユーフラテス川の中間に位置する。
面積は30平方kmほど、標高は471m。2007年の推計人口は144,705人で、シリアで8番目に人口の多い都市である。主な宗教はスンニ派イスラム教。

## シリア内戦
2011年以降の内乱状態の中で、町はISIS側の支配下に収まった。2016年12月22日、アレッポが陥落するとアレッポ県内でISISが支配する都市はアル＝バーブのみとなり、以降は、トルコ軍とシリア反体制派がアル＝バーブの西側から攻勢をかけ、2017年2月23日にトルコ軍とシリア反政府軍が町を制圧した（ユーフラテスの盾作戦）。以後、この町はトルコ軍の実質的な管理下におかれている。街にはトルコ製の日用品が購入でき、トルコリラで支払いができる。